# Ескадрені міноносці типу «Слейпнир»
Ескадрені міноносці типу «Слейпнир» - шість есмінців, побудованих для Королівського флоту Норвегії з 1936 року до німецького вторгнення в 1940 році. Тип був названий на честь Слейпніра, восьминогого коня Одіна. Чотири трофейні кораблі використовувалися Крігсмаріне.
Незважаючи на те, що норвежці класифікували кораблі як есмінці, їх часто розглядали як міноносці через їх невелику водотоннажність і скромне у порівнянні з есмінцями інших держав артилерійське озброєння.

## Конструкція
Конструкція вважалася передовою для свого часу, і це був перший тип кораблів для ВМС Норвегії, які використовували алюміній у конструкції містка, щогли та зовнішньої труби. У конструкції корпусу використовувалася спеціальна сталь особливої міцності. На відміну від попереднього типу «Драуг», тип «Слейпнир» мав доситиь потужне і артилерійське і зенітне і протичовнове озброєння.

### Озброєння
Озброєння всередині класу трохи відрізнялося. У «Еґір» було стандартне озброєння. «Слейпнир», головний корабель класу, початково мав лише дві гармати головного калібру, які не були  універсальними, тобто не могли застосовуватися проти літаків. «Гіллер» мав два додаткових торпедних апарати, загалом чотири. У «Одена» була 20 мм зенітна гармата замвість 40 мм. «Балдир» і «Тур» ще не були закінчені, на час коли німці окупували Норвегію, і невідомо, чи планувалися якісь зміни в їх озброєнні.

## Служба
Долі кораблів суттєво відрізнялися. «Еґір» був потоплений німецькими літаками 9 квітня 1940 року. «Слейпнир» перебував на норвезькій службі протягом усієї Другої світової війни і залишався на службі до 1959 року. «Гіллер» і «Оден» були захоплені німцями в 1940 році в Крістіансанні. «Балдир» і «Тур» були захоплені недобудованими на верфі та передані на озброєння Німеччини після завершення.
«Гіллер» і «Оден» були повернуті Королівському флоту Норвегії після війни і залишалися на службі до 1959 року. Добудовані німцями Бальдер і «Тур»  використовувалися ними до кінця війни в 1945 році.  «Балдир» був розібораний на металобрухт у 1952 році, «Тур» у 1959 році. «Балдир»
Німці їх перейменували на честь хижих звірів, аналогічно до власної серії міноносців типу 1924, включаючи імена двох кораблів цієї серії, втрачених на той час у катастрофах: «Гіллер» на «Льове», «Оден» на «Пантер», «Балдир» на «Леопад»,  і «Тур»  на «Тігар»,  водночас формально не перекваліфіковували їх на Torpedoboote Ausland.
У 1945 році «Льове» був одним із супроводжуючих «Вільгельма Густлоффа» під час її останньої подорожі. «Вільгельм Густлофф» був торпедований і затонув, що призвело до значних жертв. Під час затоплення «Льове» підійшов до борту лайнера та врятував 472 пасажирів та членів екіпажу.